# As (muziek)

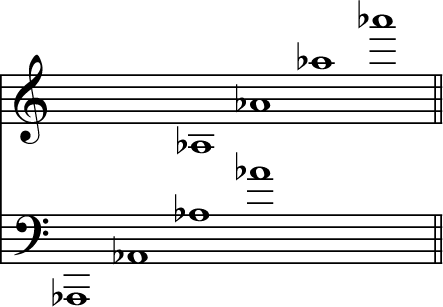
Notatie van de As

De As is een met een halve toonafstand verlaagde stamtoon A.
In de gelijkzwevende stemming is het dezelfde toon als de Gis (G#), een met een halve toon verhoogde G. De As wordt geschreven als A♭. In de van de stamtonen afgeleide (majeur) toonladders komt de toon As voor het eerst voor als kwart in de toonladder van es, die drie mollen heeft.

## Octavering in de gelijkzwevende stemming
In de onderstaande tabel staan de frequenties in de gelijkzwevende stemming van de As in de verschillende octaven, gebaseerd op een frequentie van 440 Hz voor de kamertoon A. In elk lager octaaf is de frequentie de helft van de frequentie in het bovenliggende octaaf.
| Musicologische benaming | Helmholtznotatie | Octaafnaam           | Frequentie (Hz) |
| ----------------------- | ---------------- | -------------------- | --------------- |
| A♭-1                    | A♭,,,            | Subsubcontra-octaaf  | 12.978          |
| A♭0                     | A♭,,             | Subcontra-octaaf     | 25.957          |
| A♭1                     | A♭,              | Contra-octaaf        | 51.913          |
| A♭2                     | A♭               | Groot octaaf         | 103.826         |
| A♭3                     | a♭               | Klein octaaf         | 207.652         |
| A♭4                     | a♭′              | Eéngestreept octaaf  | 415.305         |
| A♭5                     | a♭′′             | Tweegestreept octaaf | 830.609         |
| A♭6                     | a♭′′′            | Driegestreept octaaf | 1661.219        |
| A♭7                     | a♭′′′′           | Viergestreept octaaf | 3322.438        |
| A♭8                     | a♭′′′′′          | Vijfgestreept octaaf | 6644.875        |
| A♭9                     | a♭′′′′′′         | Zesgestreept octaaf  | 13289.75        |